# Monica Roșuová
Monica Roșuová (* 11. května 1987, Bacău) je bývalá rumunská sportovní gymnastka. Je držitelkou dvou zlatých olympijských medailí. Obě získala na olympiádě v Athénách roku 2004, jednu v přeskoku a druhou v soutěži družstev. V přeskoku vybojovala zlato i na mistrovství Evropy v Amsterdamu v roce 2004. Také tam získala týmové zlato. Její jedinou medailí ze světového šampionátu je stříbro z družstev, z roku 2003. V roce 2005 se zranila a ukončila závodní kariéru. Věnovala se pak především práci v televizi, v roce 2009 se stala moderátorkou televizního pořadu Forma Maxima zaměřeného na podporu zdravého životního stylu a vysílaného rumunským kanálem TVR1.